# Tribelon

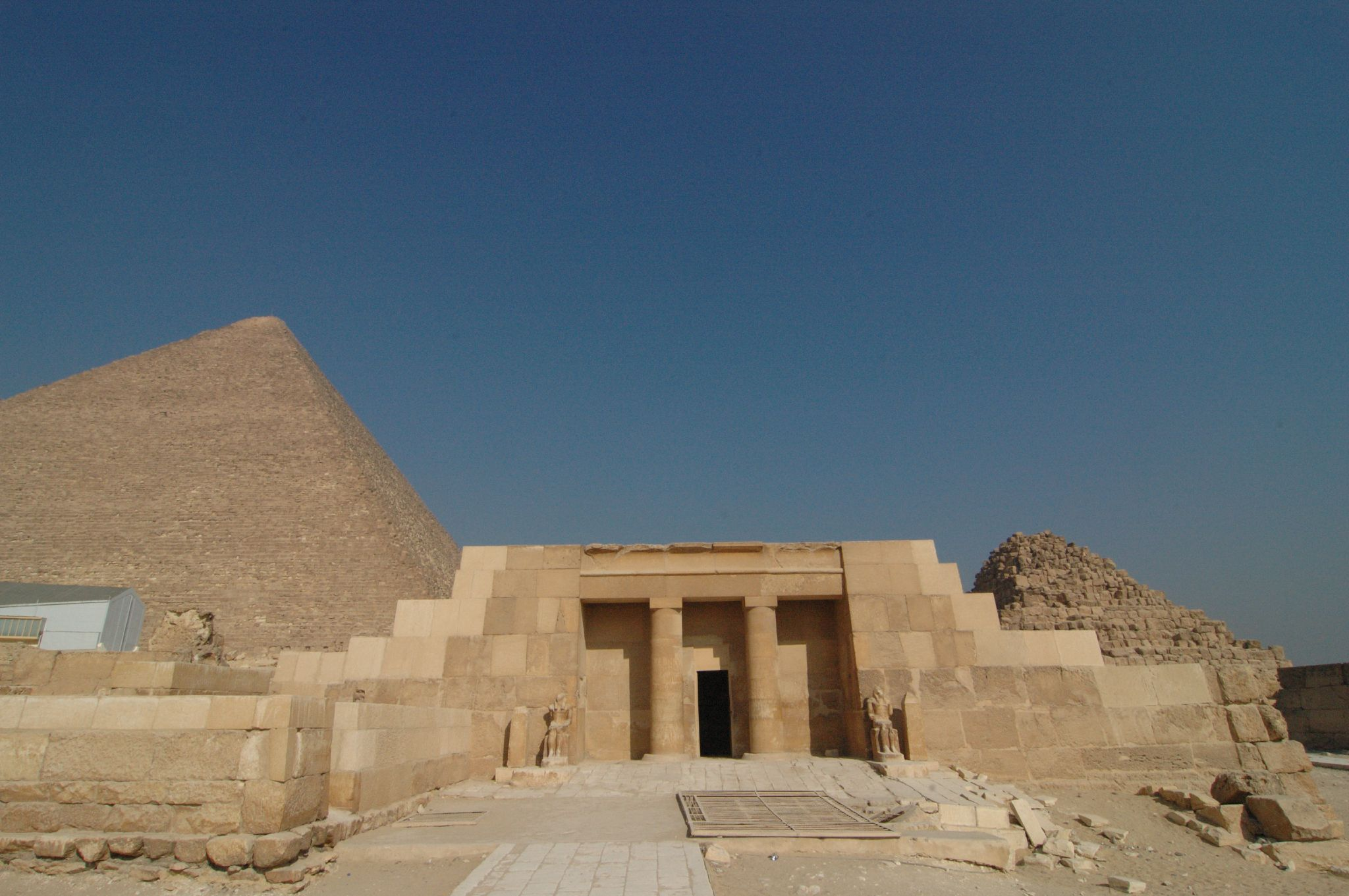
Tribelon in der Mastaba des Seschemnefer IV.

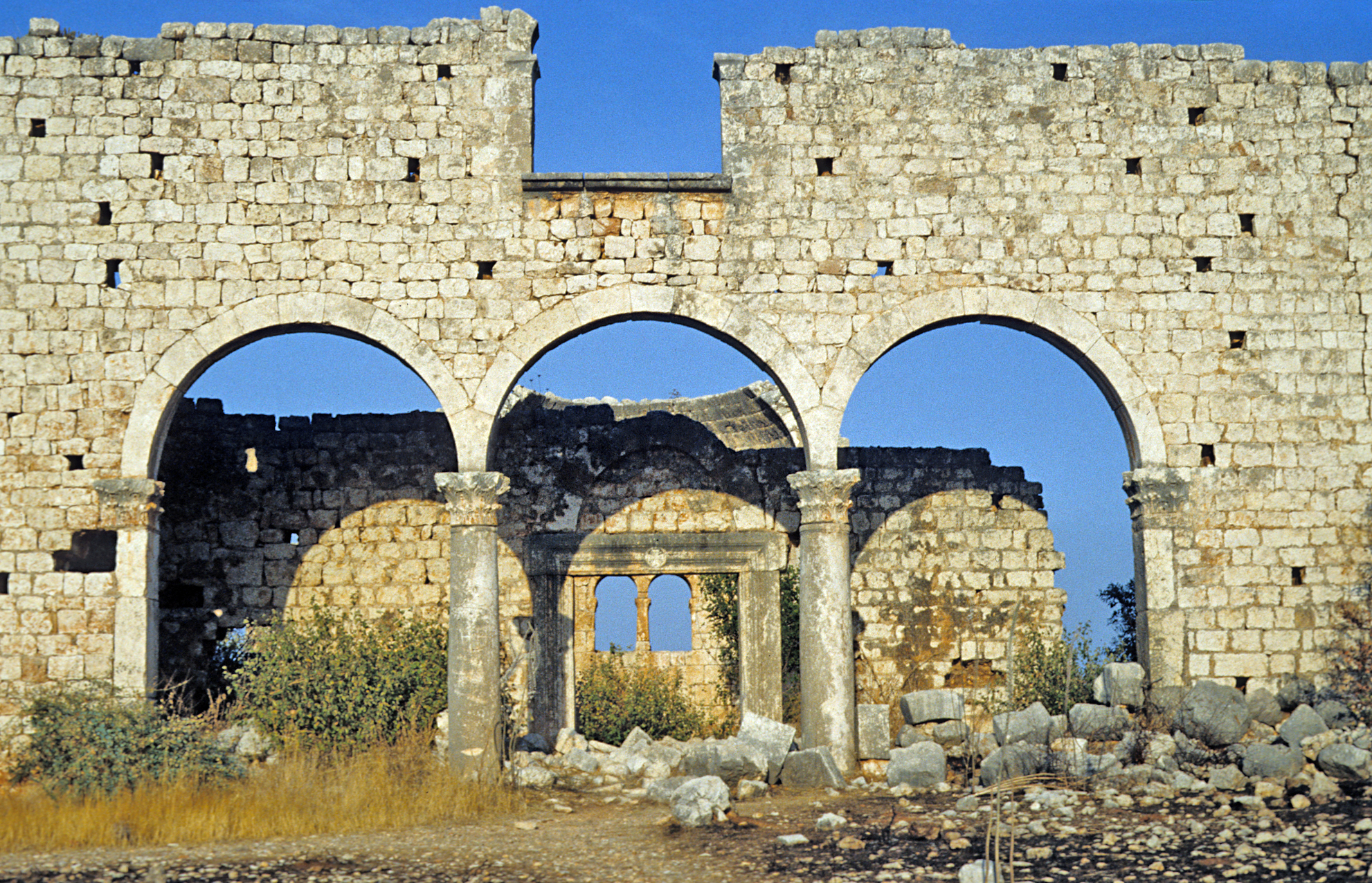
Tribelon in Kanytelleis

Ein Tribelon (von lateinisch tri „drei“ und velum „Vorhang“) bezeichnet in der sakralen Architektur einen dreiteiligen Eingang oder Wanddurchgang, dessen drei Teile durch Säulen getrennt sind. Die drei Teile konnten durch Vorhänge geschlossen werden.
Die ersten Tribela tauchen in der altägyptischen Architektur auf, beispielsweise an der Mastaba des Seschemnefer IV. in der Nekropole von Gizeh aus der 6. Dynastie. Bekannt sind sie hauptsächlich aus der frühchristlichen und byzantinischen Kirchenarchitektur in Ägypten, Syrien und Kleinasien, dort unter anderem in der Basilika I in Kanytelleis und anderen kilikischen Kirchen. Dabei bilden sie meist den Durchgang vom Narthex zum Naos. Der mittlere Durchgang ist im Normalfall geringfügig größer als die äußeren.